# Gloria Swansonová, New York
Gloria Swansonová, New York (nepřechýleně Gloria Swanson) je černobílá fotografie pořízená americkým fotografem Edwardem Steichenem v roce 1924. Obrázek zachycuje přední herečku němého filmu Glorii Swansonovou a byl pořízen pro časopis Vogue. Stal se jedním z nejikoničtějších módních portrétů, které Steichen pořídil hollywoodským filmovým hercům a herečkám a samotné Swansonové.

## Historie a popis
Steichen měl se Swansonovou v roce 1924 dlouhé fotografické sezení, které zahrnovalo experimentování s mnoha změnami kostýmů a světelnými efekty. Steichen zmiňuje, že „Na konci sezení jsem vzal kousek černého krajkového závoje a pověsil jsem jí ho před obličej. Okamžitě tu myšlenku pochopila. Oči se jí rozšířily a její pohled připomínal leoparda číhajícího za listnatým křovím a pozorující svou kořist. Dynamické a inteligentní osobnosti, jako je slečna Swansonová, nemusíte věci vysvětlovat. Její mysl pracuje rychle a intuitivně."
Fotografie zachycuje Swansonovou v závoji, jak se bezvýrazně dívá do kamery, kde je její tvář vidět přes průhledný závoj z černé krajky, zdobený rostlinnými motivy.
V únoru 1928 byl snímek zveřejněn v časopise Vanity Fair, aby se shodoval s uvedením filmu Sadie Thompsonová, kde Swansonová byla hlavní herečkou.
Richard Brilliant obraz popisuje takto: „Hvězda němého filmu se jeví jako magické stvoření, kompozice očí a tajemství, obraz vtisknutý za květovaným závojem, jako by to byl černobílý filmový svět, ve kterém skutečně žila."

## Veřejné sbírky
Tisky této fotografie jsou v několika veřejných sbírkách, včetně takových jako: Metropolitní muzeum umění v New Yorku, Muzeum moderního umění v New Yorku, Muzeum amerického umění Amona Cartera ve Fort Worth a Nelson-Atkins Museum of Art v Kansas City.